# Liga del Fútbol Profesional Boliviano 2003
La Liga del Fútbol Profesional Boliviano 2003 è stata la 27ª edizione della massima serie calcistica della Bolivia, ed è stata vinta dal The Strongest sia nel torneo di Apertura che in quello di Clausura.

## Formula
Dopo aver adottato la formula del campionato unico fino al 2002, la Federazione decide di istituire il nuovo sistema di Apertura e Clausura, nominando pertanto un campione per torneo ed eliminando la finale per il titolo tra i vincitori delle due fasi. L'Apertura è a girone unico, mentre il Clausura si divide in due gruppi da 6 squadre, che permettono l'accesso al quadrangolare finale.

## Torneo Apertura

### Classifica finale
| Pos. | Squadra           | Pt | G  | V  | N  | P  | GF | GS | DR  |
| ---- | ----------------- | -- | -- | -- | -- | -- | -- | -- | --- |
| 1.   | The Strongest     | 46 | 22 | 13 | 7  | 2  | 43 | 29 | +14 |
| 2.   | Bolívar           | 45 | 22 | 13 | 6  | 3  | 54 | 21 | +33 |
| 3.   | Wilstermann       | 40 | 22 | 11 | 7  | 4  | 43 | 19 | +24 |
| 4.   | Oriente Petrolero | 33 | 22 | 10 | 3  | 9  | 51 | 37 | +14 |
| 5.   | Real Potosí       | 31 | 22 | 8  | 7  | 7  | 44 | 40 | +4  |
| 6.   | Iberoamericana    | 30 | 22 | 9  | 3  | 10 | 35 | 40 | -5  |
| 7.   | San José          | 25 | 22 | 7  | 4  | 11 | 29 | 34 | -5  |
| 7.   | Aurora            | 25 | 22 | 6  | 7  | 9  | 35 | 43 | -8  |
| 7.   | Unión Central     | 25 | 22 | 5  | 10 | 7  | 26 | 39 | -13 |
| 10.  | Blooming          | 24 | 22 | 6  | 6  | 10 | 31 | 38 | -7  |
| 11.  | Guabirá           | 18 | 22 | 4  | 6  | 12 | 21 | 44 | -23 |
| 11.  | Ind. Petrolero    | 18 | 22 | 4  | 6  | 12 | 21 | 49 | -28 |

### Play-off per la Copa Sudamericana

#### Semifinali

##### Andata
| Santa Cruz de la Sierra luglio 2003 | Oriente Petrolero | 0 – 0 | Blooming | Estadio Ramón Tahuichi Aguilera |

| Cochabamba luglio 2003 | Wilstermann | 0 – 2 | The Strongest | Estadio Félix Capriles |

##### Ritorno
| Santa Cruz de la Sierra 20 luglio 2003 | Blooming | 3 – 2 | Oriente Petrolero | Estadio Ramón Tahuichi Aguilera |

| Cochabamba 19 luglio 2003 | The Strongest | 4 – 1 | Wilstermann | Estadio Hernando Siles |

#### Finale

##### Andata
| Santa Cruz de la Sierra 23 luglio 2003 | Blooming | 1 – 1 | The Strongest | Estadio Ramón Tahuichi Aguilera |

##### Ritorno
| La Paz 30 luglio 2003 | The Strongest | 4 – 1 | Blooming | Estadio Hernando Siles |

### Verdetti
- The Strongest campione dell'Apertura
- The Strongest in Copa Sudamericana 2003

### Classifica marcatori
| Gol |  |  | Giocatore         | Squadra           |
| --- |  |  | ----------------- | ----------------- |
| 19  |  |  | Thiago Leitão     | Wilstermann       |
| 14  |  |  | Darío Gigena      | The Strongest     |
| 13  |  |  | Claudio Biaggio   | Oriente Petrolero |
| 13  |  |  | Limberg Méndez    | The Strongest     |
| 13  |  |  | Rubén Ferreira    | Real Potosí       |
| 11  |  |  | Leonardo Luppino  | Aurora            |
| 10  |  |  | Limberg Gutiérrez | Bolívar           |
| 9   |  |  | Augusto Andaveris | San José          |
| 9   |  |  | Miguel Mercado    | Bolívar           |

## Torneo Clausura

### Prima fase

#### Gruppo A
| Pos. | Squadra       | Pt | G  | V | N | P | GF | GS | DR  |
| ---- | ------------- | -- | -- | - | - | - | -- | -- | --- |
| 1.   | Blooming      | 20 | 12 | 6 | 2 | 4 | 20 | 19 | +1  |
| 2.   | Real Potosí   | 19 | 12 | 6 | 1 | 5 | 16 | 17 | -1  |
| 3.   | Bolívar       | 18 | 12 | 5 | 3 | 4 | 27 | 15 | +12 |
| 3.   | Aurora        | 16 | 12 | 3 | 7 | 2 | 17 | 17 | 0   |
| 5.   | San José      | 13 | 12 | 3 | 4 | 5 | 16 | 25 | -9  |
| 6.   | Unión Central | 9  | 12 | 2 | 3 | 7 | 12 | 18 | -6  |

#### Gruppo B
| Pos. | Squadra           | Pt | G  | V | N | P | GF | GS | DR  |
| ---- | ----------------- | -- | -- | - | - | - | -- | -- | --- |
| 1.   | The Strongest     | 25 | 12 | 8 | 1 | 3 | 23 | 10 | +13 |
| 2.   | Oriente Petrolero | 20 | 12 | 5 | 5 | 2 | 26 | 12 | +14 |
| 3.   | Iberoamericana    | 17 | 12 | 5 | 2 | 5 | 13 | 17 | -4  |
| 4.   | Wilstermann       | 16 | 12 | 4 | 4 | 4 | 18 | 21 | -3  |
| 5.   | Ind. Petrolero    | 14 | 12 | 4 | 2 | 6 | 11 | 23 | -12 |
| 6.   | Guabirá           | 11 | 12 | 3 | 2 | 7 | 10 | 15 | -5  |

### Seconda fase

#### Gruppo A
| Pos. | Squadra           | Pt | G | V | N | P | GF | GS | DR  |
| ---- | ----------------- | -- | - | - | - | - | -- | -- | --- |
| 1.   | Wilstermann       | 12 | 6 | 4 | 0 | 2 | 13 | 11 | +2  |
| 2.   | Bolívar           | 10 | 6 | 3 | 1 | 2 | 22 | 9  | +13 |
| 3.   | Oriente Petrolero | 7  | 6 | 2 | 1 | 3 | 10 | 13 | -3  |
| 3.   | Blooming          | 6  | 6 | 2 | 0 | 4 | 6  | 18 | -12 |

#### Gruppo B
| Pos. | Squadra        | Pt | G | V | N | P | GF | GS | DR |
| ---- | -------------- | -- | - | - | - | - | -- | -- | -- |
| 1.   | The Strongest  | 10 | 6 | 3 | 1 | 2 | 6  | 4  | +2 |
| 1.   | Aurora         | 10 | 6 | 3 | 1 | 2 | 4  | 6  | -2 |
| 3.   | Real Potosí    | 9  | 6 | 3 | 0 | 3 | 6  | 6  | 0  |
| 4.   | Iberoamericana | 5  | 6 | 1 | 2 | 3 | 5  | 5  | 0  |

### Fase finale
| Pos. | Squadra       | Pt | G | V | N | P | GF | GS | DR |
| ---- | ------------- | -- | - | - | - | - | -- | -- | -- |
| 1.   | The Strongest | 13 | 6 | 4 | 1 | 1 | 10 | 4  | +6 |
| 2.   | Wilstermann   | 10 | 6 | 3 | 1 | 2 | 10 | 8  | +2 |
| 3.   | Bolívar       | 9  | 6 | 3 | 0 | 3 | 10 | 9  | +1 |
| 4.   | Aurora        | 3  | 6 | 1 | 0 | 5 | 7  | 16 | -9 |

### Spareggio per la retrocessione

#### Andata
| Santa Cruz de la Sierra 3 dicembre 2003 | Real Santa Cruz | 1 – 1 | Guabirá | Estadio Ramón Tahuichi Aguilera |

#### Ritorno
| Santa Cruz de la Sierra 7 dicembre 2003          | Guabirá              | 2 – 2 | Real Santa Cruz | Estadio Ramón Tahuichi Aguilera |
| \| \| \| \| \| — \| Tiri di rigore 6 – 7 \| — \| |                      |       |                 |                                 |
|                                                  |                      |       |                 |                                 |
| —                                                | Tiri di rigore 6 – 7 | —     |                 |                                 |

### Verdetti
- The Strongest campione del Clausura
- The Strongest e Wilstermann in Coppa Libertadores 2004
- Guabirá e Independiente Petrolero retrocessi
- La Paz e Real Santa Cruz promossi dalla seconda divisione

### Classifica marcatori
| Gol |  |  | Giocatore               | Squadra           |
| --- |  |  | ----------------------- | ----------------- |
| 18  |  |  | Miguel Mercado          | Bolívar           |
| 13  |  |  | Francisco Ferreira      | Oriente Petrolero |
| 13  |  |  | Limberg Gutiérrez       | Bolívar           |
| 12  |  |  | Darío Gigena            | The Strongest     |
| 10  |  |  | Horacio Chiorazzo       | Bolívar           |
| 10  |  |  | Sandro Coelho           | The Strongest     |
| 9   |  |  | Cristian Jesús Reynaldo | Blooming          |
| 9   |  |  | Martín Tagliani         | Wilstermann       |
| 9   |  |  | Thiago Leitão           | Wilstermann       |
| 8   |  |  | Darwin Peña             | Real Potosí       |